# Château de la Perraudière
Le château de La Perraudière est un château situé à Lué-en-Baugeois, en France.

## Localisation
Le château est situé dans le département français de Maine-et-Loire, sur la commune de Lué-en-Baugeois.

## Historique
L'édifice est inscrit au titre des monuments historiques en 1986.